# معركة مضيق ملقا
معركة مضيق ملقا (بالإنجليزية: Battle of the Malacca Strait)، يطلق عليها أحياناً غرق هاغورو والمعروفة أيضاً حسب المصادر اليابانية باسم المعركة قبالة بينانغ (ペナン沖海戦)، هي معركة بحرية جرت إبان الحرب العالمية الثانية بين القوات اليابانية وأخرى من المملكة المتحدة، في 15 و16 مايو 1945 خلال حرب المحيط الهادئ. جاءت هذه المعركة كنتيجة لعملية بحث وتدمير بريطانية سميت عملية الدوقية جرت في مايو 1945 وانتهت مع تدمير الطراد الثقيل الياباني هاغورو. كان هاغورو ينفذ مهمة امداد للحاميات اليابانية الموجودة في جزر الهند الشرقية الهولندية وخليج البنغال منذ 1 مايو 1945.